# Пашко, Яков Ефимович
Яков Ефимович Пашко (10 октября 1907, Кременчуг — октябрь 1984, Киев) — украинский советский историк, исследователь истории Великой Отечественной войны. Депутат Верховного Совета УССР 4-7-го созывов. Член Ревизионной Комиссии КПУ в 1954—1971 г.

## Биография
Родился 10 октября 1907 года в городе Кременчуге Полтавской губернии в семье рабочего. С детских лет батрачил у зажиточных крестьян. С 1923 года работал учеником слесаря, слесарем механического завода. В 1927 году окончил школу фабрично-заводского ученичества в Кременчуге и до 1931 года был на комсомольской работе.
Член ВКП(б) с 1928 года.
В 1931-1932 прослушал два курса Коммунистического университета имени Артема в Харькове, работал инструктором Харьковского областного комитета КП(б)У. В 1933-1937 годах учился на историческом факультете Института красной профессуры при ВУЦИК.
В 1937-1939 годах — старший научный сотрудник филиала Центрального музея В. И. Ленина в Киеве. В 1939-1941 годах — на партийной работе: заместитель заведующего и заведующий отделом пропаганды и агитации Киевского городского комитета КП(б)У.
Участник Великой Отечественной войны, участвовал в обороне Киева. Работал в Политотделах армий на Юго-Западном, Сталинградском, Донском, Воронежском, 1-м и 2-м Прибалтийских фронтах. В 1945-1947 годах — в Политическом управлении Киевского военного округа.
В 1947-1950 годах — секретарь Киевского городского комитета КП(б)У по вопросам пропаганды. В 1951 году в Академии общественных наук при ЦК ВКП(б) защитил кандидатскую диссертацию.
В феврале 1951-1957 годах — 1-й заместитель заведующего, заведующий отделом пропаганды и агитации ЦК КПУ.
В 1957-1968 годах — главный редактор журнала «Коммунист Украины». В 1966-1969 годах — председатель правления Союза журналистов Украины.
В 1968-1981 годах — старший научный сотрудник отдела истории социалистического строительства, в 1981-1984 — старший научный сотрудник отдела истории Великой Отечественной войны Института истории АН УССР.
Избирался депутатом Верховного Совета УССР 4-7 созывов (1955-1971 годы) и членом ревизионной комиссии на XVIII, XIX, XXI, XXII, XXIII съездах КПУ.
Умер в Киеве в октябре 1984 году.

## Основные труды
- Историческая победа в битве за Днепр и Киев. — К., 1973. (рус.)
- Город-герой на Днепре. — Киев, 1969.

## Награды
- орден Трудового Красного Знамени
- орден «Знак Почета»
- орден Отечественной войны 1-й ст.
- орден Отечественной войны 2-й ст.
- орден Красной Звезды
- медали
- Почётная грамота Президиума Верховного Совета Украинской ССР (9.10.1967)
- заслуженный работник культуры Украинской ССР